# Jevdokija Mekšilová
Jevdokija Mekšilová (rusky Евдокия Пантелеевна Мекшило; 23. března 1931, Gorno-Altajsk, Sovětský svaz – 16. ledna 2013, Petrohrad, Rusko) byla sovětská běžkyně na lyžích. Na Zimních olympijských hrách 1964 v Innsbrucku získala zlatou medaili ve štafetě na 3 × 5 km a stříbrnou v individuálním závodě na 10 km.